# Jednota divadelních ochotníků Šimanovský v Pražském Předměstí
Jednota divadelních ochotníků Šimanovský v Pražském Předměstí byl kulturně-osvětový spolek, který vyvíjel svoji činnost v letech 1906–1931.

## Historie
Od roku 1885 působila na Pražském Předměstí Ochotnicko-čtenářská jednota dělníků. Ta se rozešla v roce 1905 a již následujícího roku byla založena organizace, jež nesla název „Jednota divadelních ochotníků Šimanovský“, která se později stala i členem ÚMDOČ (Ústřední matice divadelních ochotníků českých). Své jméno nesla podle významného divadelního režiséra a herce Karla Šimanovského.
Základem nového spolku byla větší část členské základny předchozí Ochotnicko-čtenářské jednoty dělníků. Roku 1907 se stal jejím starostou Jan Doubek, který se narodil roku 1861 v Plzni, kde absolvoval reálnou a průmyslovou školu a v letech 1891–1903 byl hercem různých divadelních společností (hrál i u Budila v Plzni). Na Pražském Předměstí již působil jako aktivní divadelník i organizátor divadelních představení. Zapůjčil dokonce vlastní peníze na zakoupení jeviště pro spolek, jež bylo umístěno v hostinci Mexiko. Za jeho působení došlo též ke změně názvu na Ochotnickou jednotu „Šimanovský“.
Jednota však dlouhého trvání neměla, neboť oficiálně zanikla roku 1931, přičemž mnozí členové již předtím odešli do jiných okolních ochotnických jednot. Příkladem může být Jednota divadelních ochotníků „Klicpera“ a Ochotnická jednota „Tyl“, obě z Hradce Králové.